# Parafia Matki Bożej Nieustającej Pomocy w Działach Czarnowskich
Parafia Matki Bożej Nieustającej Pomocy w Działach Czarnowskich – nieistniejąca parafia Kościoła Starokatolickiego w RP. Msze św. w kaplicy parafialnej odprawiane były w niedzielę o godz. 13.00, w inne dni tygodnia o godz. 11.00. Parafia działała na potrzeby pensjonariuszy Zakładu Opiekuńczo-Leczniczego im. Jana Pawła II w Działach Czarnowskich, wierni mieszkali także w okolicznych wsiach. Przy parafii działała kaplica Narodzenia Pańskiego w Warszawie. W miejscowości znajdowała się kancelaria biskupa oraz kuria Kościoła Starokatolickiego w RP. W 2016 roku nastąpiła zmiana właściciela zakładu opiekuńczo-leczniczego w wyniku czego nastąpiła likwidacja placówki duszpasterskiej. 
Parafia Matki Bożej Nieustającej Pomocy w Działach Czarnowskich została erygowana 3 maja 2009 przez bpa Marka Kordzika, na prośbę Marka Nowaka – prezesa Fundacji Braci Świętego Brata Alberta, prowadzącego Zakład Opiekuńczo-Leczniczy im. Jana Pawła II w Działach Czarnowskich. Pierwszym proboszczem parafii był ks. Henryk Paweł Hawryszczak, od 2010 parafią kierował ks. Arkadiusz Budny. Decyzją władz Kościoła, w środę 27 czerwca 2012 w Działach Czarnowskich odbył się IV Ogólnopolski Synod Kościoła Starokatolickiego w RP. W 2013 proboszczem parafii został mianowany przebywające stale na miejscu bp Marek Kordzik. Działalność parafii została zawieszona decyzją władz Kościoła 16 marca 2014, po kilku miesiącach wznowiono jej działalność. W 2016 nastąpiła likwidacja parafii. 
Kaplicę stanowił budynek wzniesiony specjalnie na potrzeby sakralne, znajdujący się po prawej stronie budynku Zakładu Opiekuńczo-Leczniczego im. Jana Pawła II w Działach Czarnowskich, w skromnym ołtarzu znajdował się obraz Matki Bożej Nieustającej Pomocy oraz relikwiarz Św. Ojca Pio. Zimą liturgia była przenoszona do kaplicy urządzonej w stojącym obok budynku zakładu.

## Proboszczowie parafii
- 2009-2010 – ks. Henryk Paweł Hawryszczak
- 2010-2013 – ks. Arkadiusz Budny
- 2013-2014 - o. Kamil Sochacki FCM (sercanin)
- 2013-2016 – bp Marek Jan Kordzik